# 奥尔克塞塔
奥尔克塞塔，是西班牙巴伦西亚自治区阿利坎特省的一个市镇。总面积24km2，总人口528人（2001年），人口密度22人/km2。